# Cymothoa exigua
A nyelvevő rák egy parazita ászkarák a Cymothoidae családból élősködő rák, amely a Lutjanus guttatus nevű hal nyelvén élősködik. A kopoltyúnyílásokon hatol be a hal szájüregébe, első három pár lábával a nyelv tövéhez rögzíti magát; míg a nőstények a nyelvhez rögzülnek, addig a hímek a kopoltyúívekre. Ezután addig szívja belőle a vért, amíg az teljesen el nem sorvad; ezután a nyelvcsonkhoz rögzülve teljesen átveszi a nyelv funkcióját, és a hal táplálékának egy részét elfogyasztja. A nyelv elsorvasztásán kívül más kárt nem tesz a gazdaállatban. A Cymothoa exigua az egyetlen ismert parazita, amely képes átvenni egy szerv funkcióját.
A Lutjanus guttatus a kaliforniai tengerpart közelében él. 2005-ben az Egyesült Királyságban is kifogtak egy egyedet, szájában parazitával.
A nőstények 8–29 mm hosszúak, és 4–14 mm szélesek, ezzel szemben a hímek 7,5–15 mm hosszúak és 3–7 mm szélességűek.

## Viselkedés
Első pár lábukon található karmaikat használva, megsértik a gazdafajuk nyelvében található ereket, ezzel pedig azt okozzák, hogy vér hiányában a nyelv elhal. A parazita ezt követően átveszi a nyelv funkcióját, azáltal, hogy hozzárögzül a nyelvcsonk izmaihoz. Más kárt nem okoz a gazdatestben, bár Lanzing és O'Connor arról számolt be, hogy egyes esetekben a C. exiguaval parazitált halak lesoványodnak. Átvéve a nyelv funkcióját, áldozatuk vérével és termelt nyálkájával táplálkoznak. Ez az egyetlen ismert eset, hogy egy parazita átveszi gazdateste egy szervének funkcióját. Mikor a gazdahal elpusztul, a C. exigua kis idő elteltével leválik a nyelvcsonkról, és elhagyja áldozata szájüregét, majd rátelepül a hal testének külső felszínére. Az viszont, hogy mi történik ezután a parazitával a vadonban, nem ismert.  
Számos Cymothoa fajt azonosítottak eddig, és csak a Cymothoidae családba tartozó ászkarákfajok ismertek, mint olyanok, akik képesek átvenni áldozatuk egy szervének funkcióját. Más ászkarákfajok is ismeretesek, melyek képesek eképpen parazitálni áldozatukat, például a C. borbonica és a Ceratothoa imbricata. A különböző Cymothoidae családba tartozó nemek a gazdatest eltérő testrészeihez történő kapcsolódáshoz adaptálódtak, így vannak pikkelyekhez, szájhoz, kopoltyúkhoz kötődő taxonok.

## Elterjedés
A C. exigua széles elterjedési területtel büszkélkedhet. Megtalálható a Kaliforniai-öböltől egészen a Guayaquil-öbölig az Atlanti-óceában. Eddig példányait 2-60 méter mélységben találták meg. Jelenlegi ismereteink szerint nyolc halfajt parazitál, két rendből, négy családból. Ezek közül hét faj a Perciformes rend tagja (3 Lutjanidae, 1 Haemulidae és 3 Sciaenidae faj), míg egy az Atheriniformes rendbe (Atherinidae faj) tartozik.
2005-ben az Egyesült Királyságban találtak egy Lutjanus campechanus egyedet, mely szintén fertőzött volt a parazitával. Ennek következtében felmerült a kérdés, hogy, ha a C. exigua eredetileg a Kaliforniai-öbölben fordul elő, akkor a faj élőhelyének a kibővülése eredményezte ezt, az eredeti előfordulási helytől történő távoleső megfigyelést, vagy más okok állnak ennek hátterében. Viszont, ez az eset egyedülinek számít az Egyesült Királyság területén, ezért azt valószínűsítik, hogy nem a faj további terjedésével állunk szemben.

## Szaporodás
Nem sok tudással rendelkezünk jelenleg a C. exigua életciklusát tekintve. A faj ivari dimorfizmust mutat. Fejlődése kezdetén, rövid ideig, a vízben szabadon mozgó életmódot folytat, majd ez a kezdetleges fejlettségű alak valószínűleg hozzákötődik halak kopoltyújához, és hímmé alakul. Ezt követően, fejlődésük előrehaladtával nőstényekké válnak, és ha két ellentétes nemű egyed tartózkodik egy időben, egy kopoltyún, akkor végbemehet a párzás. Ezután a megtermékenyített peték a nőstény marsupiumában fejlődnek. Ha két hím tartózkodik egy helyen, viszont nincs jelen nőstény, a párzás megtörténte érdekében, az egyik hím nősténnyé tud alakulni, miután elérte a 10 mm-es testhosszt. A párzás után, a nőstények áldozatuk szájüregébe veszik útjukat, ahol első pár lábukkal megkapaszkodnak a gazdaállat nyelvén.

## Emberekre kifejtett hatás
A C. exigua nem veszélyes az emberre, leszámítva persze azokat az eseteket, mikor eltávolítják gazdafajának testéről, és kézbe fogják.
Puerto Ricoban volt egy bírósági ügy, ahol egy személy megvádolt egy bevásárlóközpontot azzal, hogy az általuk árult sügérben talált egy C. exigua egyedet, és miután elfogyasztotta a hallal egyetemben, megmérgeződött, állítása szerint a C. exigua miatt. Ezt követően viszont a vádat ejtették, ugyanis a C. exigua nem mérgező az emberek számára, sőt egyes helyeken az étrend részét képezi.

## Képgaléria

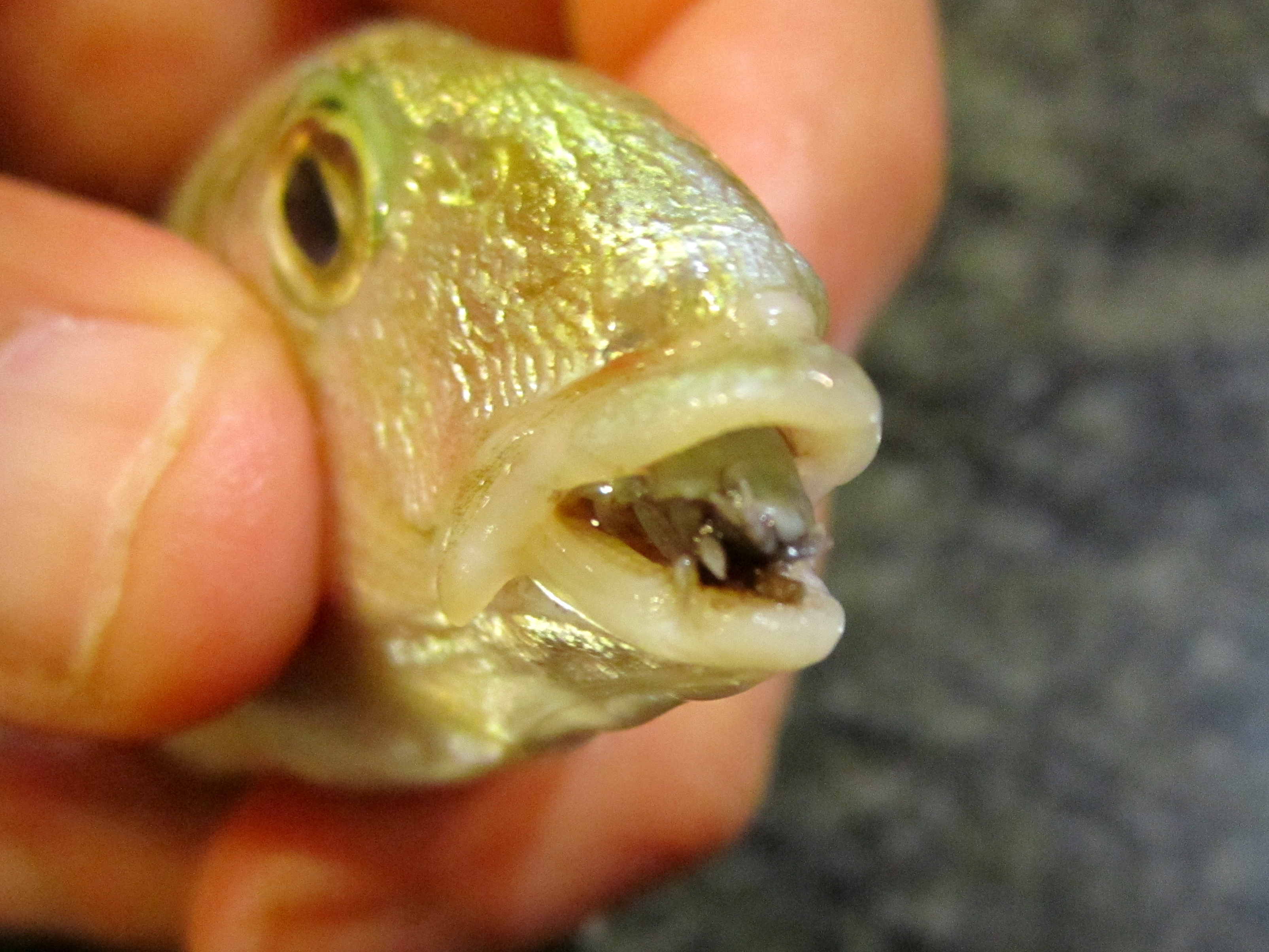
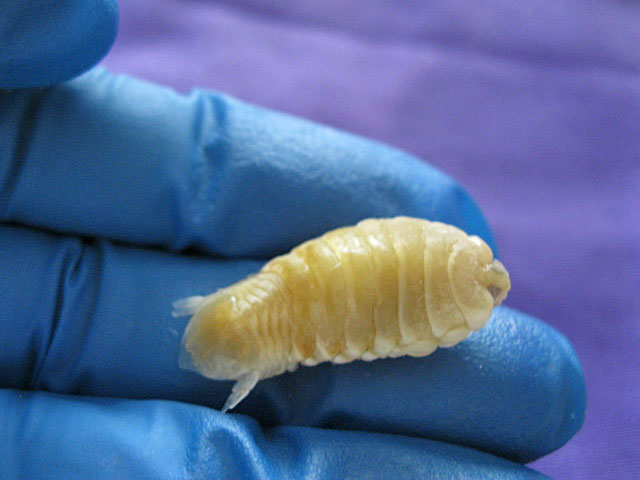
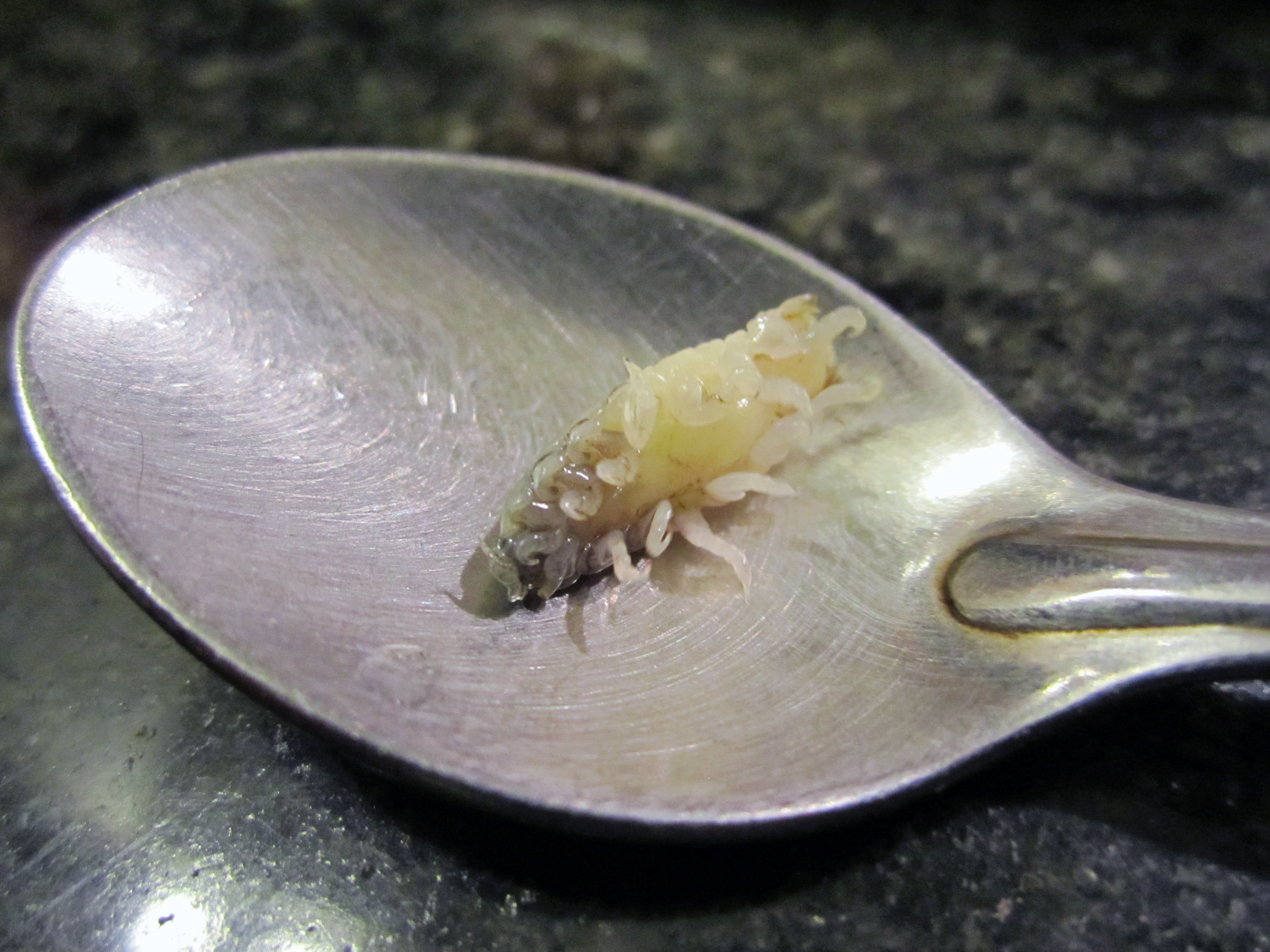
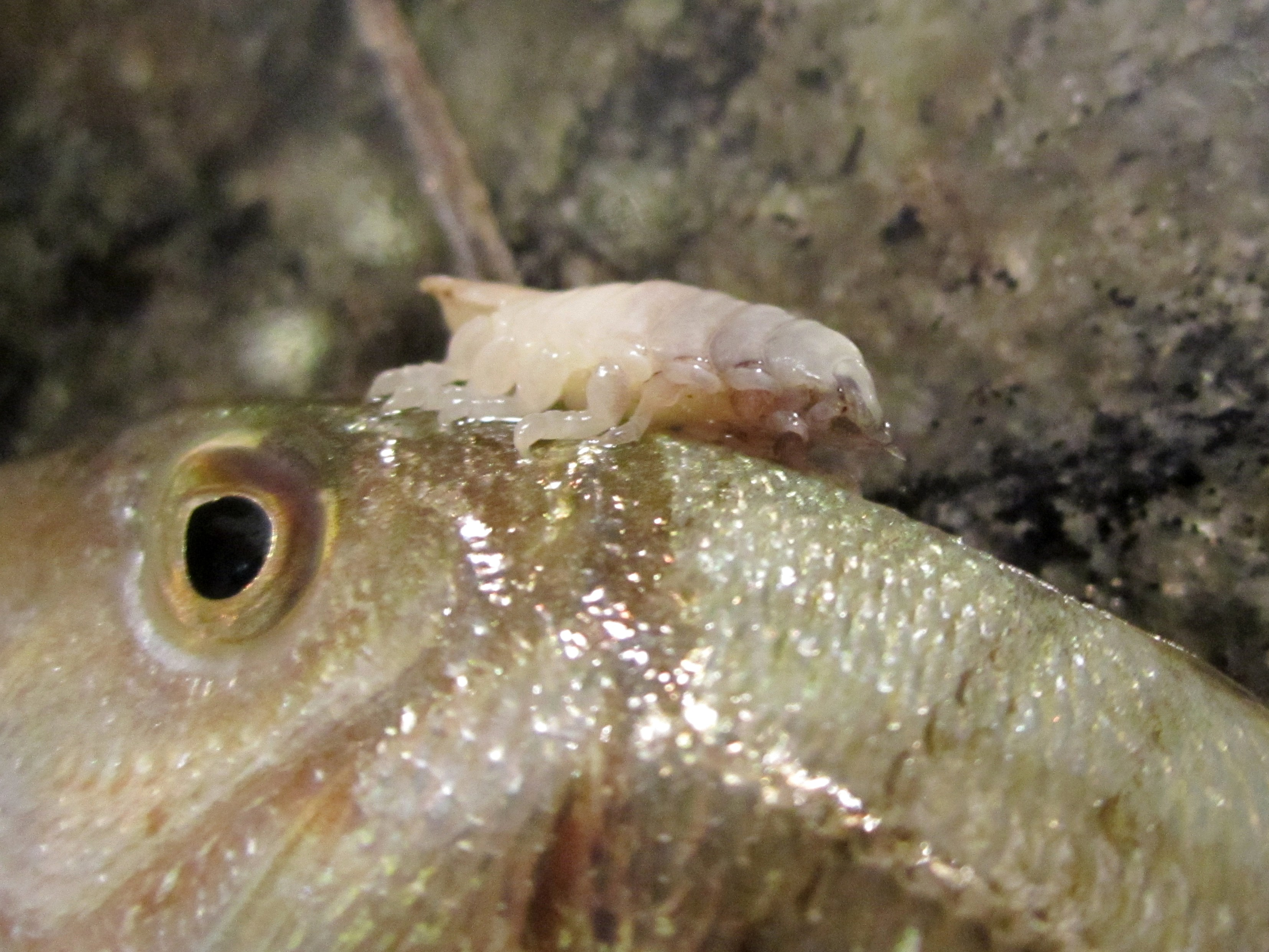
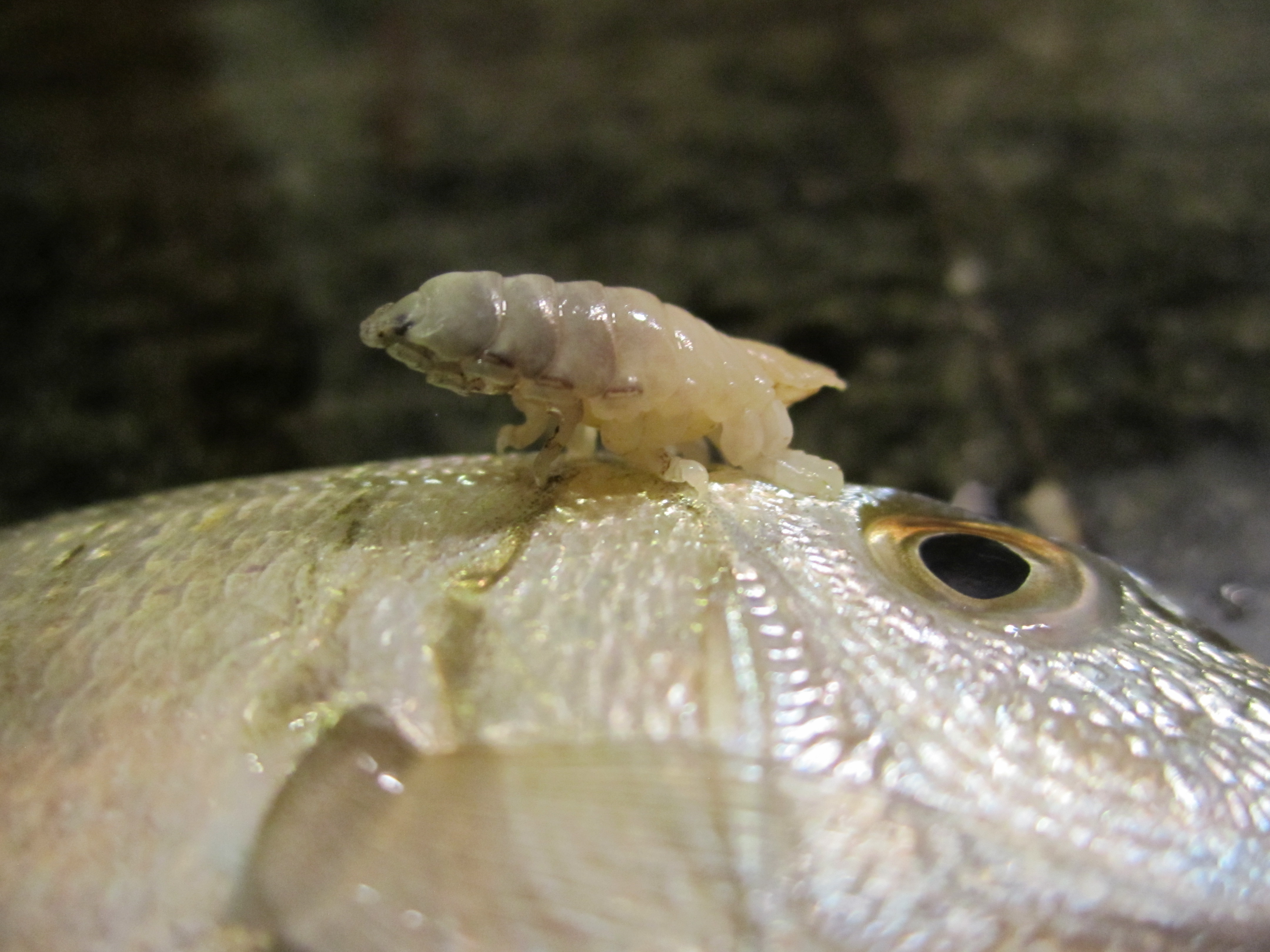